# Kalanchoe fedtschenkoi
Espèce
Classification phylogénétique
Kalanchoe fedtschenkoi est une espèce de plante grasse du genre Kalanchoe de la famille des Crassulaceae. Son épithète spécifique fedtschenkoi honore le botaniste russe Boris Fedtschenko (1873-1947). Elle a pour synonyme Bryophyllum fedtschenkoi (Raym.-Hamet & H.Perrier) Lauz.-March et Kalanchoe fedtschenkoi var. isalensis Boiteau & Mannoni.

## Habitat
Cette espèce est originaire de l'île de Madagascar. Bien que sensible au gel et préférant les sols secs et dégagés, elle s'est répandue et est présente dans de nombreuses régions du monde. Elle est largement vendue comme plante d'intérieur ou de jardin,.

## Description

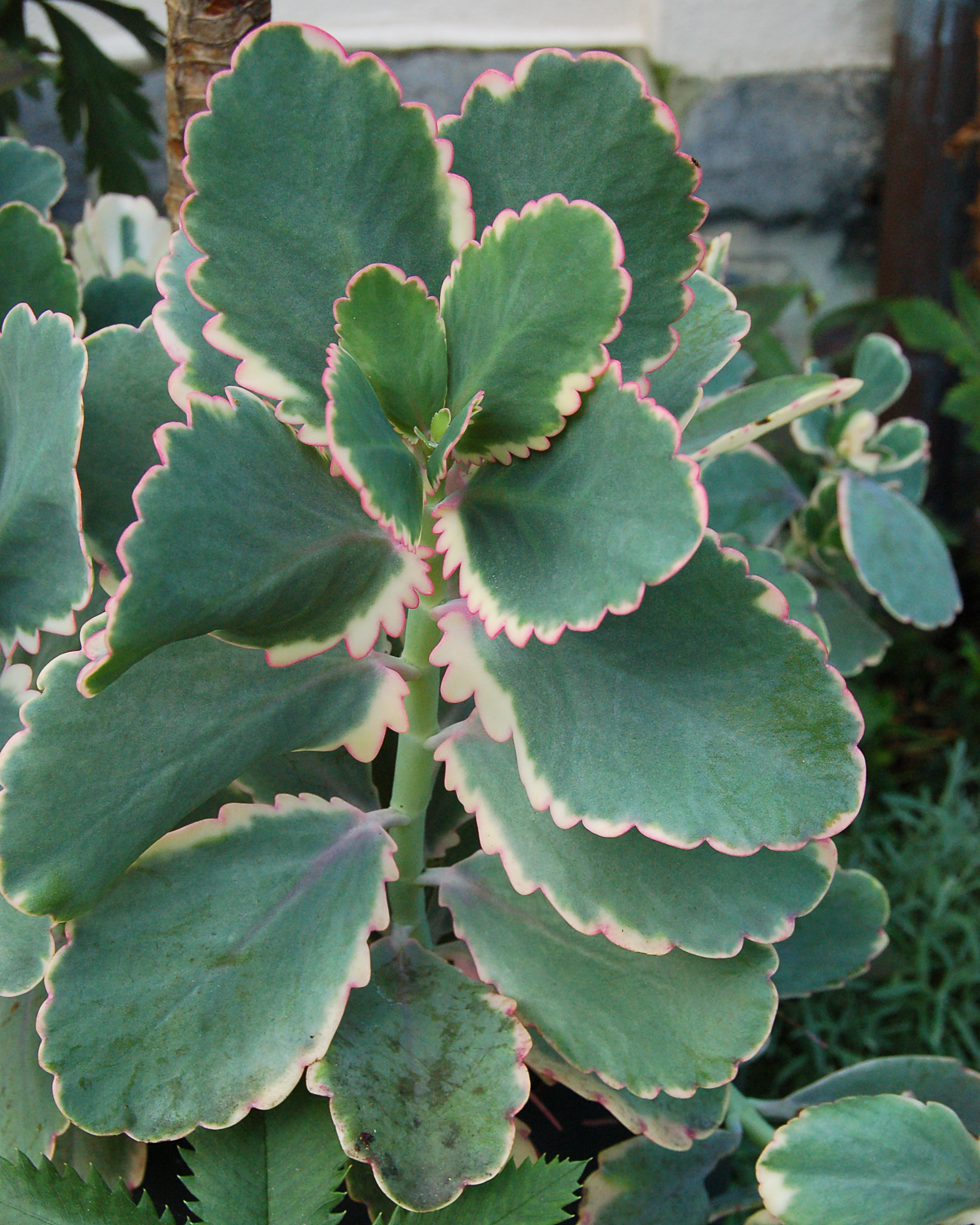
Feuillage de la variété « Variegata »

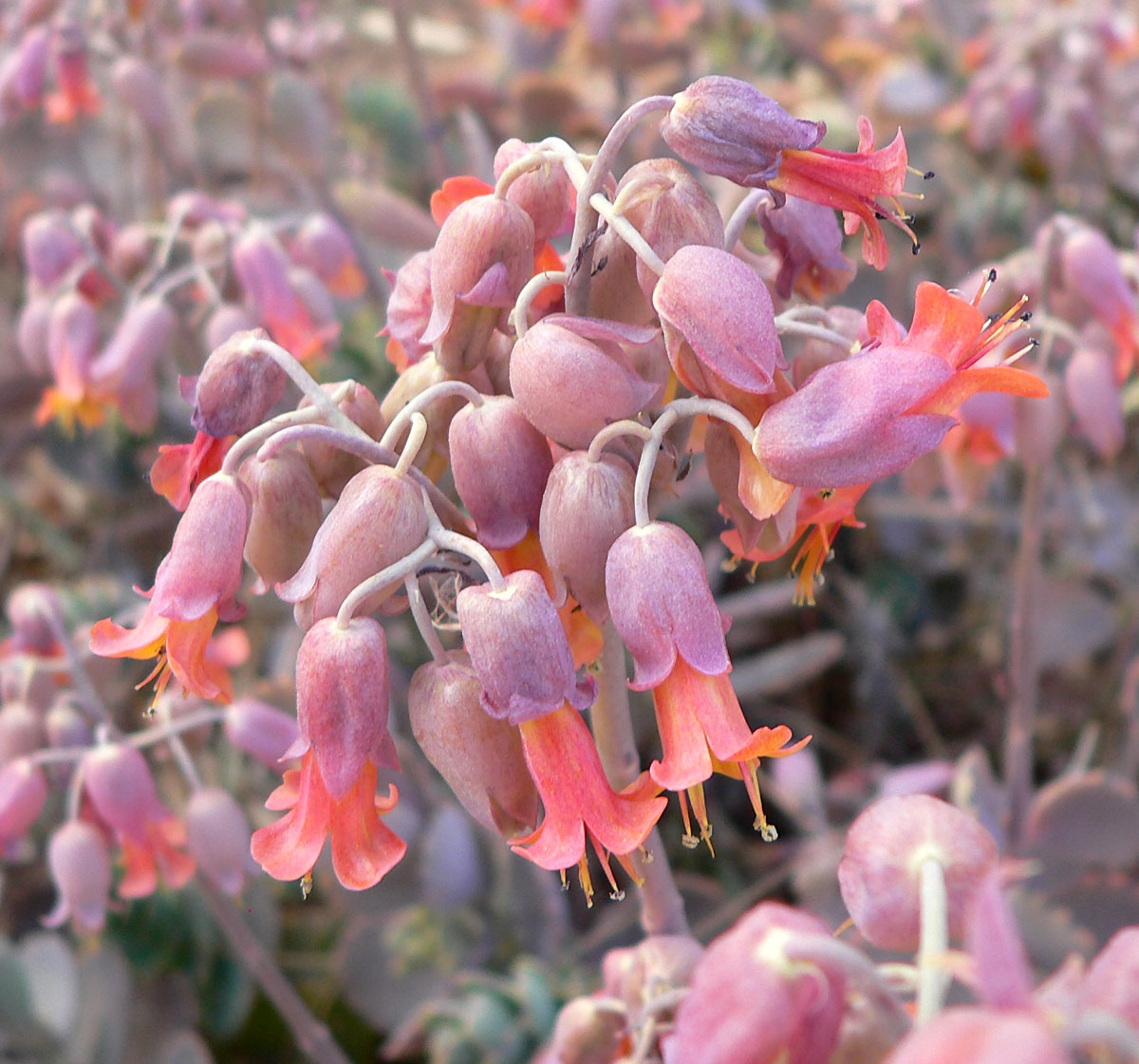
Inflorescences de Kalanchoe fedtschenkoi, jardin Springs Preserve de Las Vegas Nevada.

Kalanchoe fedtschenkoi est une plante grasse, succulente, vivace à croissance basse. Elle atteint 25 à 30 cm de haut sous la forme d'une herbe désordonnée, basse et arrondie. Les tiges sont rondes, lisses et lâches avec des cicatrices foliaires visibles, souvent courbées et touchant le sol où elles produisent des racines et de nouvelles plantes. Les feuilles sont charnues, alternes, bleu-vert et ovales ou obovales avec de fins bords festonnés, les bords peuvent virer au rose ou au rouge en cas de fort ensoleillement ou de sécheresse. Les fleurs tubulaires sont en corymbes, souvent multicouches dans de bonnes conditions. Chaque fleur a un court calice bordé de segments en forme de delta, qui est plus court que sa corolle. La corolle est de couleur orange/corail/abricot. Les fleurs sont pendantes. Kalanchoe fedtschenkoi est communément appelée « Lavander scallops » (coquilles Saint-Jacques couleur lavande) en raison de la forme et de la couleur de ses feuilles. Il a peu de ravageurs mais peut abriter des cochenilles farineuses.